# Niżnij Czir
Niżnij Czir (ros. Нижний Чир) – stanica w Rosji, w obwodzie wołgogradzkim, w rejonie surowikińskim. W 2010 liczyła 4038 mieszkańców.